# Robert Ivanov
Robert Ivanov (ros. Роберт Владимирович Иванов, Robert Władimirowicz Iwanow; ur. 19 września 1994 w Helsinkach) – fiński piłkarz rosyjskiego pochodzenia występujący na pozycji obrońcy w klubie Eintracht Brunszwik oraz w reprezentacji Finlandii.

## Kariera klubowa

### FC Myllypuro
1 stycznia 2013 przeszedł do klubu FC Myllypuro. Zadebiutował 27 kwietnia 2014 w meczu Kakkonen przeciwko FC Futura (0:2). Pierwszą bramkę zdobył 4 maja 2014 w meczu ligowym przeciwko Atlantis FC (2:5).

### FC Viikingit
1 stycznia 2015 podpisał kontrakt z drużyną FC Viikingit. Zadebiutował 27 marca 2015 w meczu Pucharu Finlandii przeciwko Pallokerho-35 (1:7). W Kakkonen zadebiutował 6 maja 2015 w meczu przeciwko FC Kuusysi (2:2). Pierwszą bramkę zdobył 19 sierpnia 2015 w meczu ligowym przeciwko FC Kuusysi (2:2).

### FC Honka
8 marca 2016 przeszedł do zespołu FC Honka. Zadebiutował 13 marca 2016 w meczu Pucharu Finlandii przeciwko Lohjan Pallo (0:5). W Kakkonen zadebiutował 5 maja 2016 w meczu przeciwko Tampereen Pallo-Veikot (3:2). Pierwszą bramkę zdobył 21 maja 2016 w meczu ligowym przeciwko Klubi 04 (3:0). W sezonie 2016 jego zespół zajął pierwsze miejsce w tabeli i awansował do wyższej ligi. W Ykkönen zadebiutował 29 kwietnia 2017 w meczu przeciwko FC Haka (0:4). Pierwszą bramkę w lidze zdobył 8 maja 2017 w meczu przeciwko IF Gnistan (0:2). W sezonie 2017 jego zespół zajął drugie miejsce w tabeli i awansował do najwyższej ligi. W Veikkausliiga zadebiutował 8 kwietnia 2018 w meczu przeciwko Kuopion Palloseura (1:1). Pierwszą bramkę w lidze zdobył 26 czerwca 2018 w meczu przeciwko Interowi Turku (2:3). 27 sierpnia 2020 zadebiutował w kwalifikacjach do Ligi Europy w meczu przeciwko Aarhus GF (5:2).

### Warta Poznań
1 września 2020 podpisał kontrakt z klubem Warta Poznań. Zadebiutował 19 października 2020 w meczu Ekstraklasy przeciwko Podbeskidziu Bielsko-Biała (1:2).

### Eintracht Brunszwik
16 czerwca 2023 podpisał dwuletni kontrakt z klubem 2. Bundesligi Eintrachtem Brunszwik.

## Kariera reprezentacyjna
W 2019 roku otrzymał powołanie do reprezentacji Finlandii. Zadebiutował 8 stycznia 2019 w meczu towarzyskim przeciwko reprezentacji Szwecji (0:1).

## Statystyki

### Klubowe
(aktualne na dzień 7 lutego 2021)
| Klub               | Sezon              | Liga               | Liga  | Liga   | Puchar kraju | Puchar kraju | Europa | Europa | Suma  | Suma   |
| Klub               | Sezon              | Liga               | Mecze | Bramki | Mecze        | Bramki       | Mecze  | Bramki | Mecze | Bramki |
| ------------------ | ------------------ | ------------------ | ----- | ------ | ------------ | ------------ | ------ | ------ | ----- | ------ |
| FC Myllypuro       | 2014               | Kakkonen           | 6     | 1      | 0            | 0            | –      | –      | 6     | 1      |
| FC Myllypuro       | Ogólnie            | Ogólnie            | 6     | 1      | 0            | 0            | 0      | 0      | 6     | 1      |
| FC Viikingit       | 2015               | Kakkonen           | 19    | 3      | 1            | 0            | –      | –      | 20    | 3      |
| FC Viikingit       | Ogólnie            | Ogólnie            | 19    | 3      | 1            | 0            | 0      | 0      | 20    | 3      |
| FC Honka           | 2016               | Kakkonen           | 22    | 5      | 4            | 0            | –      | –      | 26    | 5      |
| FC Honka           | 2017               | Ykkönen            | 25    | 3      | 6            | 3            | –      | –      | 31    | 6      |
| FC Honka           | 2018               | Veikkausliiga      | 30    | 3      | 7            | 1            | –      | –      | 37    | 4      |
| FC Honka           | 2019               | Veikkausliiga      | 29    | 2      | 7            | 1            | –      | –      | 36    | 3      |
| FC Honka           | 2020               | Veikkausliiga      | 10    | 0      | 6            | 0            | 1      | 0      | 17    | 0      |
| FC Honka           | Ogólnie            | Ogólnie            | 116   | 13     | 30           | 5            | 1      | 0      | 147   | 18     |
| Warta Poznań       | 2020/21            | Ekstraklasa        | 9     | 0      | 1            | 0            | –      | –      | 10    | 0      |
| Warta Poznań       | Ogólnie            | Ogólnie            | 9     | 0      | 1            | 0            | 0      | 0      | 10    | 0      |
| Ogólnie w karierze | Ogólnie w karierze | Ogólnie w karierze | 150   | 17     | 32           | 5            | 1      | 0      | 183   | 22     |

### Reprezentacyjne
| Reprezentacja | Rok     | Mecze | Bramki |
| ------------- | ------- | ----- | ------ |
| Finlandia     |         |       |        |
| 2019          | 2       | 0     |        |
| Ogólnie       | Ogólnie | 2     | 0      |

| Mecze i gole w reprezentacji | Mecze i gole w reprezentacji | Mecze i gole w reprezentacji | Mecze i gole w reprezentacji | Mecze i gole w reprezentacji | Mecze i gole w reprezentacji | Mecze i gole w reprezentacji | Mecze i gole w reprezentacji |
| Lp.                          | Data                         | Miejsce                      | Gospodarz                    | Gość                         | Wynik                        | Gol                          | Rozgrywki                    |
| ---------------------------- | ---------------------------- | ---------------------------- | ---------------------------- | ---------------------------- | ---------------------------- | ---------------------------- | ---------------------------- |
| 1.                           | 08.01.2019                   | Doha                         | Szwecja                      | Finlandia                    | 0:1                          |                              | Mecz towarzyski              |
| 2.                           | 11.01.2019                   | Doha                         | Finlandia                    | Estonia                      | 2:1                          |                              | Mecz towarzyski              |

## Życie prywatne
Ivanov urodził się w Helsinkach w Finlandii. Jego matka Nelli Pakki jest Ingrianką, byłą reprezentantką Estonii w piłce ręcznej, zaś ojciec Władimir Iwanow był Rosjaninem i grał amatorsko w piłkę nożną. Z powodu alkoholizmu jego ojca jego rodzice rozwiedli się, gdy Ivanov był w VII klasie szkoły podstawowej.